# Aveyron (rivier)
De Aveyron is een rivier in Zuid-Frankrijk. Ze ontspringt in het Centraal Massief, in de buurt van het plaatsje Sévérac-le-Château.
Het departement Aveyron werd naar deze rivier genoemd.
De rivier stroomt door drie departementen van de regio Occitanie: Aveyron, Tarn en Tarn-et-Garonne. De belangrijkste steden aan de rivier zijn Rodez en Villefranche-de-Rouergue. Bij Lafrançaise, ten noordwesten van Montauban, mondt de Aveyron uit in de Tarn.
De twee grootste riviertjes die in de Aveyron instromen zijn de Viaur en de Cérou.
Gemeentenamen die naar Aveyron (departement of rivier) verwijzen: Agen-d'Aveyron, Clairvaux-d'Aveyron, Gaillac-d'Aveyron (alle in het departement Aveyron).

## Andere betekenis
De Averyon of Averon is ook een zijriviertje van de Loing, in het stroomgebied van de Seine